# Ⱪ
Ⱪ - буква розширеної латиниці, утворена від K. Вживалась в уйгурській мові в «новому уйгурському алфавіті»  (1965—1982), де позначала звук МФА: [q]. В кириличному варіанті алфавіту їй відповідає буква Қ, в арабському- ق, в сучасному латинському алфавіті - Q.
Також ця буква використовувалась в латинських варіантах алфавітів лакської та абхазької мов. При переводі цих алфавітів на кирилицю була замінена кириличною буквою Қ.

## Кодування
| Графема | HTML    | Юнікод |
| ------- | ------- | ------ |
| Ⱪ       | &#11369 | U+2C69 |
| ⱪ       | &#11370 | U+2C6A |